# 田野 (1915年)
田野（1915年—1942年9月19日），原名赵观民，曾化名赵耕田、陈华、张健翼等。河北省保定市人。中共冀东西部地委书记兼蓟（县）宝（坻）三（河）联合县委书记。2015年8月，入第二批600名著名抗日英烈和英雄群体名录。

## 生平
1930年考入保定第二职业学校。1935年加入中国共产党。1936年夏任河北省立工學院党支部书记，天津工人救国会主任兼党团书记，天津各界救国联合会负责人之一。
抗战面爆发后，参加华北人民抗日武装自卫委员会，参与准备冀东抗日大暴动。1938年9月，中共平津唐点线工作委员会成立，任委员，负责天津城市工作和北宁铁路党的工作，兼管内部财务。1939年3月调任中共冀东西部地区分委员会负责人，八路军冀中十分区政治部敌工科科长。1940年5月任中共冀东西部地委书记兼蓟宝三联合县委书记。1942年9月19日在兴隆县石门台小沙峪光沟遭日伪讨伐大队包围，与敌肉搏中牺牲。